# Stygimoloch
Stygimoloch spinifer (Namnet betyder ungefär "Djävul/demon från styx" ) är en möjlig art av dinosaurie i infraordningen Pachycephalosauria. Den levde för 70 - 65 miljoner år sedan i nuvarande Montana.

## Fynd
Ett fåtal ben från Stygimoloch hittades redan på 1800-talet, men det var först 1982 som man hittade mer kompletta fossil. Man har hittat skallmaterial, och benmaterial nog för att rekonstruera hela djuret.

## Beskrivning
Stygimoloch blev 3 meter lång från nos till svans. Liksom andra pachycephalosurier var Stygimoloch en tvåbent tågångare, och den hade precis som sina släktinga en karaktäristisk tjock skalle. Det som mera utmärker Stygimoloch är de långa bakåtriktade taggarna i bakhuvudet. Genom studier tror man att Stygimoloch inte kunde rusa på sina fiender och skalla dem, för då skulle den troligen bryta nacken. Stygimoloch är den senaste benhuvudet man hittat. Den var ovanligt slank och rörde sig troligen snabbare än sina övriga släktingar.
Flera vassa taggar stack upp vid nacken, och kan ha använts till försvar mot rovdjur.

## Taxonomi
Fynden man hittat av Stygimoloch kan vara från ungdjur av arten Pachycephalosaurus. Detsamma gäller Dracorex.

## I populärkulturen
Stygimoloch visades år 2000 i Dinosaurier (film).